# Sandra Reisinger
Sandra Reisinger (* 16. Juni 1975) ist eine ehemalige deutsche Fußballspielerin.

## Karriere
Reisinger begann in der Jugendabteilung des SC 07 Bad Neuenahr mit dem Fußballspielen, bevor sie zur Saison 1996/97 zur Frauenfußballabteilung des FC Eintracht Rheine wechselte, aus dem der am 10. März 1998 eigenständige Verein FFC Heike Rheine hervorgegangen ist. Ihre Premierensaison im Seniorinnenbereich bestritt sie noch in der letzten Saison der zweigleisigen Bundesliga, in der sie mit ihrer Mannschaft den vierten Platz in der Gruppe Nord belegte. Bei ihrer ersten Teilnahme am Wettbewerb um den DFB-Pokal, in dem ihre Mannschaft das Finale erreichte, kam sie am 14. Juni 1997 im Olympiastadion Berlin bei der 1:3-Niederlage gegen Grün-Weiß Brauweiler, mit Einwechslung für Melanie Schmacher in der 75. Minute zum Einsatz. Des Weiteren bestritt sie das Spiel um den Supercup, das am 31. August 1997 in Rheine gegen den Deutschen Meister Grün-Weiß Brauweiler mit 0:1 verloren wurde. In der Folgesaison schnitt ihre Mannschaft in der Meisterschaft als Siebtplatzierter ab, in der darauffolgenden Saison bedeutete Platz elf den Abstieg in die Regionalliga West.
Reisinger entging dem sportlichen Abstieg, da sie vom Bundesligisten FCR Duisburg verpflichtet wurde, mit dem sie am Saisonende 1999/2000 die Deutsche Meisterschaft gewann. Ihre letzten beiden Saisons schloss sie als jeweils Drittplatzierter ab; zuletzt mit dem FCR 2001 Duisburg. Während ihrer Vereinszugehörigkeit bestritt sie 30 Punktspiele, wobei sie am 29. August 1999 (1. Spieltag) beim 10:0-Sieg im Heimspiel gegen den FSV Frankfurt debütierte.
Von 2002 bis 2004 war sie anschließend für den Ligakonkurrenten FFC Brauweiler Pulheim aktiv, der jedoch am Ende ihrer zweiten Saison als Elftplatzierter und Vorletzter in die zweigleisige 2. Bundesliga Nord absteigen musste. In den insgesamt 33 Punktspielen erzielte sie am 9. März 2003 (nachgeholter 7. Spieltag) beim 4:1-Sieg im Heimspiel gegen ihren vorherigen Verein, mit dem Treffer zum 3:0 in der 69. Minute ihr erstes Tor in der höchsten Spielklasse im deutschen Frauenfußball.
Danach verbrachte sie die längste Zeit bei einem Verein: Von 2004 bis 2011 spielte sie durchgängig in der 2. Bundesliga Nord für die Frauenfußballabteilung des SV Victoria Gersten, der am Saisonende 2009/10 als Drittplatzierter den größten Erfolg erzielte und sich am 1. Juli 2011 dem SV Meppen anschloss. Für deren 3. Frauenfußballmannschaft spielte sie zuletzt ab der Saison 2011/12.

## Erfolge
FC Eintracht Rheine
- DFB-Supercup-Finalist 1997
- DFB-Pokal-Finalist 1997

FCR Duisburg 55
- Deutscher Meister 2000